# Provincia Autonomă Kosovo și Metohia
Kosovo și Metohia, oficial Provincia Autonomă Kosovo și Metohia (în sârbă Аутономна Покрајина Косово и Метохија, Autonomna Pokrajina Kosovo i Metohija; în albaneză Krahina Autonome e Kosovës dhe Metohisë), numită colocvial pe scurt și Kosovo, este o provincie autonomă din cadrul Republicii Serbia, conform Constituției Serbiei. Provincia autonomă este o regiune disputată, teritoriul său fiind controlat și reprezentat de autoritățile din Republica Kosovo și UNMIK. Provincia este situată în sudul Serbiei și cuprinde teritoriul regiunii geografice Kosovo și a regiunii Metohia. Între aprilie 1992 și 2006, Serbia a fost ea însăși parte constituentă a statului Serbia și Muntenegru, numit anterior Republica Federală Iugoslavia.
Perioada Provinciei autonome sârbe Kosovo și Metohia din 1990 până în 1999 a fost înființată de revoluția anti-birocrație de guvernul lui Slobodan Miloșevici și reducerea puterilor suplimentare din provincia socialistă autonomă Kosovo în 1990, având un efectiv de întoarcere la statutul de dinaintea anului 1971, când Kosovo nu a dobândit autonomie. În 1990 a fost o parte autonomă a Republicii Socialiste Serbia în cadrul marii Republici Socialiste Federative Iugoslavia, iar în 1992 situația se schimbase, când rămăsese o parte autonomă a noii Republici Serbia în mărunta Republică Federală Iugoslavia. Începând cu anul 1999, Serbia a nu mai deținut de facto controlul asupra teritoriului, și în 2008, regiunea fost proclamată Republica Kosovo. Cu toate acestea, Republica Serbia nu recunoaște Kosovo ca stat independent, și păstrează un aparat administrativ pentru provincia autonomă.

## Istoria 1990-1999
După modificările constituționale din 1990, parlamentele din toate provinciile și republicile Iugoslaviei, până atunci au fost numai membrii parlamentari de la Liga Comuniștilor din Iugoslavia, s-au dizolvat și multe alegeri parlamentare au fost organizate pentru acestea. Albanezii din Kosovo a refuzat să participe la alegeri, și au ținut propriile alegeri, în schimb acestea nu au fost sancționate. După cum a alegerilor legislative cer (și încă cer) voturi cu peste 50%, parlamentul din Kosovo nu a putut fi stabilit.
Noua constituție a desființat mass-media individuală a provinciei, integrând-o în mass-media sârbă, în timp ce unele programe în albaneză au fost păstrate. Mass-media albaneză din Kosovo a fost suprimată. Finanțarea a fost retrasă de la mass-media de stat, inclusiv cea în limba albaneza din Kosovo. Constituția a ajutat la crearea mass-mediilor private, cu toate acestea funcționarea lor a fost foarte dificilă, din cauza chiriilor mari și legilor de restricție. Televiziunea sau radiourile în limba albaneză deținute de statul Kosovo, au fost de asemenea interzise. Cu toate acestea, proprietatea albaneză privată a mass-mediei au apărut; dintre acestea, cea mai cunoscută este probabil "Koha Ditore", care i-a fost permisă sa fie operată până spre sfârșitul anului 1998, când a fost închisă în urma publicării unui calendar care susținea să fie ținută o glorificare a separatiștilor albanezi. 
De asemenea, constituția, a transferat controlul asupra companiilor de stat pentru guvernului Serbiei (la acel moment, cea mai mare parte din companii au fost deținute de stat și de jure încă mai sunt). În septembrie 1990, aproape 123.000 de muncitori albanezi au fost concediați de la pozițiile lor în guvern și în mass-media, așa cum au fost profesorii, medicii, și muncitorii în industriile controlate de guvern , provocând o grevă generală și o masă de revolte. Angajații care nu au fost dați afară au refuzat să lucreze pentru guvernul sârb. Cu toate că concedierile au fost pe larg văzute ca o curățire a etnicilor albanezi, guvernul a susținut că acestea au fost făcute pentru a elimina vechii directori comuniști.
Vechile manuale și curriculum educaționale albaneze au fost înlocuite de cele nou create. Planul de învățământ a fost (și încă mai este, în curriculum, care este folosit pentru albanezii din Serbia în afara provinciei), în general, același pentru sârbi, și toate celelalte naționalități din Serbia cu excepția faptului că au avut educație și în limba albaneză. Educația în albaneză a fost închisă în 1992 și restabilită în 1994. La Universitatea din Priștina, care a fost văzută ca un centru de identitate culturală pentru albanezii din Kosovo, de educație în limba albaneză a fost desființată și profesorii albanezi au fost dați afară de asemenea, în masă. Albanezii, au răspuns prin boicotarea școlilor de stat și de stabilirea a unui sistem neoficial diferit de educație în limba albaneză.
Albanezii din Kosovo au izbucnit violent de cea ce au văzut ei ca fiind un atac cu privire la drepturile lor. După o serie de revolte și violențe ale albanezilor precum și izbucnirea de violență inter-comunale în februarie 1990, a fost declarată stare de urgență, iar prezența armatei și poliției iugoslave a crescut semnificativ pentru a stăpânii situația. 
Alegeri nesancționate au fost ținute în 1992, unde majoritatea voturilor erau în favoarea lui Ibrahim Rugova ca "președinte" al auto-declaratei Republicii Kosovo; cu toate acestea alegerile nu fost cunoscute de sârbi sau de alte guverne externe. În 1995, mii de sârbi refugiați din Croația s-au stabilit în Kosovo, care a dus la înrăutățirea continuă relațiilor dintre cele două comunități.
Opoziția albanezilor față de suveranitatea Iugoslaviei și în special a Serbiei au dus la revolte (1968 și martie 1981) în capitala Priștina. Inițial Ibrahim Rugova a susținut rezistența non-violentă, dar mai târziu opoziția a fost sub formă de agitație separatistă de grupurile de opoziție politică și cele armate din 1996 de "Armata de Eliberare din Kosovo" ( Ushtria Çlirimtare e Kosovës, sau UÇK ), care a dus la izbucnirea Războiului din Kosovo, iar mai târziu la Campania NATO de bombardare a Republici Federale Iugoslavia din 1999, în cele din urmă la crearea unui protectorat Kosovo de ONU (UNMIK).

## Politică și guvern
Începând cu anul 1999, zonele locuite de sârbii din Kosovo, au fost guvernate de facto independent de guvernul dominat de albanezi din Priștina. Sârbii au continuat să folosească simboluri naționale sârbe și participând la alegerile naționale sârbe, care au fost boicotate în restul provinciei Kosovo, iar în cele din urmă la boicotare alegerilor din Kosovo. Municipiile Leposavić, Zvečan și Zubin Potok sunt conduse de către sârbi locali, în timp ce municipiul Kosovska Mitrovica avut rival guverne de etnie sârbă și albaneză, până la un compromis convenit în noiembrie 2002. 
Zonele sârbe s-au unit într-o comunitate, Uniunea Districtele Sârbe și a Unității Districtului Kosovska Mitrovica înființată în februarie 2003 după întâlnirea delegațiilor sârbi în Kosovska Mitrovica, care au numit-o de facto "capitală" a enclavelor sârbe. Președinte al Uniunii este Dragan Velić. Există, de asemenea, un loc central al organismul de conducere, Consiliul Național Sârb pentru Kosovo și Metohia (SNV). Președintele SNV în Nordul Kosovo este Dr. Milano Ivanović, în timp ce șeful Consiliului Executiv este Rada Trajković. 
Politica locală este dominată de către Lista Sârbă pentru Kosovo și Metohia. Lista sârbă este condus de Oliver Ivanović, un inginer de la Kosovska Mitrovica.
În februarie 2007 Uniunea Districtelor Sârbe și Uniunii Districtelor din Kosovo și Metohia a schimbat în Adunarea Sârbă a provinciei Kosovo și Metohia prezidat de Marko Jakšić. Adunarea a criticat puternic mișcarea secesionistă dominată de albanezii Adunării din Kosovo PISG și a cerut uniunea sârbilor din Kosovo, boicotând EULEX și au anunțat proteste masive în sprijinul suveranității Serbiei asupra provinciei Kosovo. La data de 18 februarie 2008, după ziua în care provincia Kosovo a declarat independența unilateral, Adunarea a declarat că este "nulă și inutilă".
De asemenea, există un Minister pentru Kosovo și Metohia în guvernul sârb. Goran Bogdanović este actualul ministru pentru Kosovo și Metohia.

## Diviziuni administrative

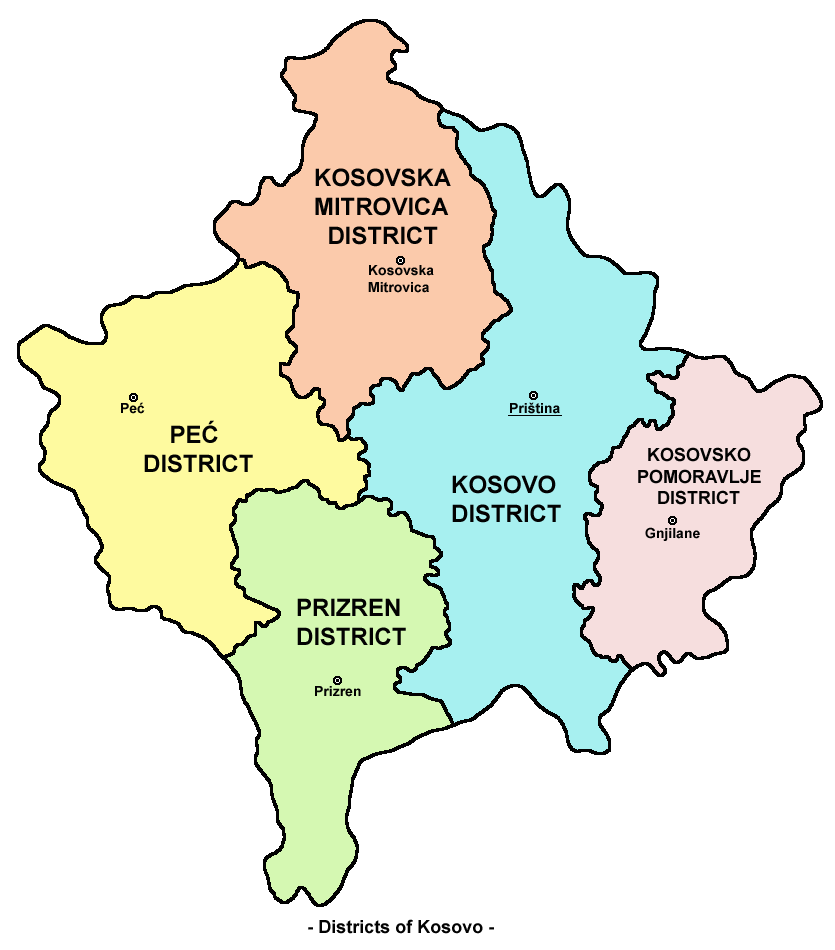
Districtele din Kosovo și Metohia

| District                                                 | Reședința          | Populație în 2002 (loc) | Comune și orașe                                                                                           |
| -------------------------------------------------------- | ------------------ | ----------------------- | --- |
| Districtul Kosovo (Kosovski okrug)                       | Pristina           | 672,292                 | - Pristina - Glogovac - Kosovo Polje - Lipljan - Obilić - Podujevo - Ferizaj - Štimlje - Kačanik - Štrpce |
| Districtul Kosovo-Pomoravlje (Kosovsko-Pomoravski okrug) | Gnjilane           | 217,726                 | - Kosovska Kamenica - Novo Brdo - Gnjilane - Vitina                                                       |
| Districtul Kosovska Mitrovica (Kosovskomitrovički okrug) | Kosovska Mitrovica | 275,904                 | - Kosovska Mitrovica - Leposavić - Skenderaj - Vučitrn - Zubin Potok - Zvečan                             |
| Districtul Peć (Pećki okrug)                             | Peć                | 414,187                 | - Peć - Istok - Klina - Gjakova - Deçan                                                                   |
| Districtul Prizren (Prizrenski okrug)                    | Prizren            | 376,085                 | - Orahovac - Suva Reka - Prizren - Gora                                                                   |